# 中国地方を舞台とした作品一覧
中国地方を舞台とした作品一覧（ちゅうごくちほうを舞台としたさくひんいちらん）では、中国地方（山陽、山陰、瀬戸内）の都道府県をモチーフ、ロケーションとした作品について記述する。

## 中国地方広域
- 浅見光彦シリーズ（小説、テレビドラマ）
- アトミックボックス（小説）
- 尼子十勇士
- 暗夜行路（小説・映画）
- 陰徳太平記（文芸・古典）
- 雨月物語（文芸・古典）
- 街道をゆく（紀行）
- 崖の上のポニョ（アニメ・映画）
- 花神（小説・大河ドラマ）
- 感染（ゲーム）
- 機関車先生（小説・映画）
- 義経記（文芸・古典）
- 金田一耕助シリーズ（小説・テレビドラマ・映画）
- 源平盛衰記（文芸・古典）
- 古事記（文芸・古典）
- 山陰・山陽文学の旅（紀行文）
- 時刻表2万キロ（紀行文）
- 仁義なき戦い（映画）
- 新・平家物語（小説・大河ドラマ）
- ズッコケ三人組（児童小説・テレビドラマ・アニメ）
- 続膝栗毛（文芸・古典）
- 太閤記（文芸・古典）
- 平清盛（大河ドラマ）
- 桃鬼城奇譚（小説）
- 十津川警部シリーズ（小説・テレビドラマ）
- 日本書紀（文芸・古典・神話）
- のんびり山陰線で行こう
- はだしのゲン（漫画・アニメ）
- 鳩子の海（ドラマ・連続テレビ小説）
- ふれあいの道（ドキュメンタリー番組）
- 平家物語（文芸・古典）
- 源義経（小説・テレビドラマ）
- 宮本武蔵（小説・テレビドラマ・映画）
- 武蔵 MUSASHI（大河ドラマ）
- 毛利元就（小説・大河ドラマ）
- 義経（大河ドラマ）
- 流星ワゴン（小説・テレビドラマ）
- 列車に乗って（紀行番組）

## 鳥取県
鳥取県を舞台にした作品ついて記述する。
- 鳥取県を舞台とした作品一覧

### 文芸作品（小説・古典・紀行）
- 赤朽葉家の伝説(桜庭一樹)
- 秋のめざめ（円地文子）
- 明日天気に（平岩弓枝）
- アユタヤから来た姫（堀和久）
- 暗夜行路（志賀直哉）
- 因幡の白兎
- 英雄にっぽん（池波正太郎）
- お友達からお願いします（三浦しをん）
- 尾道・鳥取殺人ライン（深谷忠記）
- おばけ列車（山下清三）
- 怪談の道（内田康夫）
- 街道をゆく27（司馬遼太郎）
- 翳った砂丘（笹沢佐保）
- 数の風景（松本清張）
- 敬語で話す四人の男（麻宮ゆり子）
- 月天の花嫁（塩見佐恵子）
- こんとあき
- 砂丘（澤野久雄）
- 砂丘が動くように（日野啓三）
- 砂丘物語
- 砂糖菓子の弾丸は撃ちぬけない（桜庭一樹）
- 山陰殺人事件（津村秀介）
- 山陰路殺人事件（西村京太郎）
- 邪悪の華（西村望）
- 砂の城（鮎川哲也）
- 製鉄天使（桜庭一樹）
- 空と陸と海を結ぶ境港（西村京太郎）
- 大山の便り（中村壤介）
- 血の砂丘（笹沢佐保）
- 十津川警部 風の免歌（西村京太郎）
- 鳥取・出雲殺人ルート（西村京太郎）
- 鳥取砂丘殺人事件（斎藤栄）
- 鳥取砂丘の青い風（吉村達也）
- 鳥取のふとんの話（小泉八雲）
- 鳥取雛送り殺人事件（内田康夫）
- ナポレオン狂（阿刀田高）
- 人牛殺人伝説（宗田理）
- 美の巡礼（岡部伊都子）
- 夫婦の一日（遠藤周作）
- 法勝寺電車三両目のキセキ（水平宏）
- 本州銃弾殺人旅行（山村正夫）
- 魔笛が聞こえる
- 幽霊滝の伝説（小泉八雲）
- 若桜鉄道うぐいす駅（門井慶喜）

### テレビドラマ
- 鳥帰る
- 虹
- のんのんばぁとオレ

### 映画
- 暗夜行路
- 男はつらいよ 寅次郎の告白
- 銀色の雨
- 恋谷橋
- 蠢動
- 梨の花は春の雪
- 炎の舞
- 八岐之大蛇の逆襲
- 妖怪大戦争
- リアリズムの宿

### 漫画・アニメ
- ガクラン放浪記
- 砂漠の野球部
- 父の暦
- Free

### 音楽
- 貝殻恋歌
- 山陰海岸ジオパーク
- 砂になりたい

### ラジオドラマ
- うさぎの神様（NHK-FMFMシアター）
- 砂の声(NHK-FM)